# Les Yeux sans visage (bande dessinée)
Les Yeux sans visage est la troisième histoire en 44 planches de la série Bruno Brazil scénarisée par Greg (sous le pseudonyme de Louis Albert) et dessinée par William Vance.
Elle a été publiée dans Le Journal de Tintin en 1969 et 1970 puis en album en 1971 chez Le Lombard.

## Synopsis
Texas Bronco se trouve emprisonné après avoir braqué une banque et il agresse Bruno Brazil qui vient lui rendre visite. Whip Rafale est enlevée et transportée dans un laboratoire caché dans une maison isolée à la campagne où elle subit un traitement par électrochocs qui la rend soumise aux yeux d'une femme mystérieuse en manteau léopard se faisant appeler Visage, à laquelle elle obéit comme sous hypnose, comme Texas Bronco avant elle. Elle tente de tuer Bruno Brazil, lequel demande à Gaucho Morales de se laisser enlever afin de trouver le repaire de Visage, qui s'avérera être en réalité Rebelle, l'amie de Madison Ottoman qui s'était enfuie à la fin de l'album Commando Caïman, qui cherche à se venger des membres du Commando Caïman.

## Univers

### Personnages
- Bruno Brazil : agent émérite du Service, organisation secrète de défense internationale
- Gaucho Morales : truand doué, spécialiste des explosifs
- Whip Rafale : experte du maniement du fouet, elle travaillait dans un cirque
- Texas Bronco : fort comme un bœuf, il participait à des rodéos
- Billy Brazil : jeune frère de Bruno, tout frais sorti de l’académie militaire
- « Big Boy » Lafayette : un ancien jockey roublard, armé d'un yo-yo avec une bille de fer
- Visage alias Rebelle : cherche à se venger du Commando Caïman qu'elle a déjà affronté dans l'album Commando Caïman
- le Docteur : responsable du traitement qui permet de soumettre les membres du Commando Caïman
- le pion : un agent de Visage

### Historique
Le courrier des lecteurs du Journal de Tintin continuant à se montrer très favorable à la série, Greg enchaîne les récits très rapidement et la publication des Yeux sans visage débute dans le magazine en décembre 1969 à peine cinq mois après la fin de la publication de la précédente histoire. Cette histoire ne bénéficiera d'aucune couverture du magazine.
L'album sera publié en 1971.

### Analyse
Pour la première fois, Greg s'éloigne du récit d'espionnage qui constituait la base des histoires précédentes et créée la surprise en donnant un ton nouveau à la série. Ici, Bruno Brazil et son équipe ne sont cette fois pas en mission mais se trouvent être la cible de manipulations, visant à les faire s'entre-tuer entre eux, émanant d'un ennemi dont l'identité est dissimulée jusqu'aux trois quarts du récit et dont il s'avère qu'ils l'ont déjà combattu et qu'il cherche à se venger. Le graphisme de William Vance fait merveille dans ce récit plein d'action, se permettant parfois de faire déborder ses personnages du cadre d'une façon très moderne (planche 12) et osant même une case en lavis noir et blanc au beau milieu d'une planche (planche 31), et donne un relief tout particulier aux personnages féminins.
La série évolue vers une violence plus réaliste, Greg étant conscient qu'après les événements de mai 68, il n'était plus possible de raconter les histoires de la même manière et qu'il était temps de laisser une plus grande liberté aux créateurs en donnant plus de place à l'authentique.

## Publication

### Périodiques
Journal de Tintin :
- édition Belgique : du no 50/69 du 16 décembre 1969 au no 19/70 du 12 mai 1970[4],[5]
- édition France : du no 1103 du 18 décembre 1969 au no 1124 du 14 mai 1970[6],[7]

### Albums
- 1re édition : Le Lombard, 44 planches, soit 46 pages, 1971 (DL 09/1971)

Rééditions :
1. Le Lombard, 4e plat différent, dernier album paru La Cité Pétrifiée, 1972 (DL 10/1971)
2. Le Lombard, 4e plat différent, dernier album paru Dossier Bruno Brazil, 1978
3. Le Lombard, 4e plat idem 1978, 1985 (DL 10/1971)  (ISBN 2-8036-0205-9)
4. Le Lombard, 48 pages, avec nouvelle illustration de couverture reprenant dans un encart celle de l'édition de 1970, sur laquelle ne figure plus le nom de Louis Albert et créditant pour la première fois Greg comme scénariste, avec nouvelles couleurs réalisées par Petra, 1996 (DL 06/1996)  (ISBN 2-8036-1225-9)

- Intégrale :

1. Le Lombard, intégrale 1 (avec Le Requin qui mourut deux fois, Commando Caïman et La Cité pétrifiée), 2013 (DL 09/2013)  (ISBN 978-2-8036-3101-8)[8]